# Ozero Rytovno
Ozero Rytovno (ryska: Озеро Рытовно) är en sjö i Belarus.   Den ligger i voblasten Vitsebsks voblast, i den nordöstra delen av landet, 200 km nordost om huvudstaden Minsk. Ozero Rytovno ligger 150 meter över havet. Arean är 0,12 kvadratkilometer.
Omgivningarna runt Ozero Rytovno är en mosaik av jordbruksmark och naturlig växtlighet. Runt Ozero Rytovno är det glesbefolkat, med 16 invånare per kvadratkilometer.